# Молодило мармурове
Молоди́ло мармурове́ (Sempervivum marmoreum Griseb.) — сукулентна рослина роду молодило (Sempervivum) з родини товстолистих (Crassulaceae).

## Загальна біоморфологічна характеристика

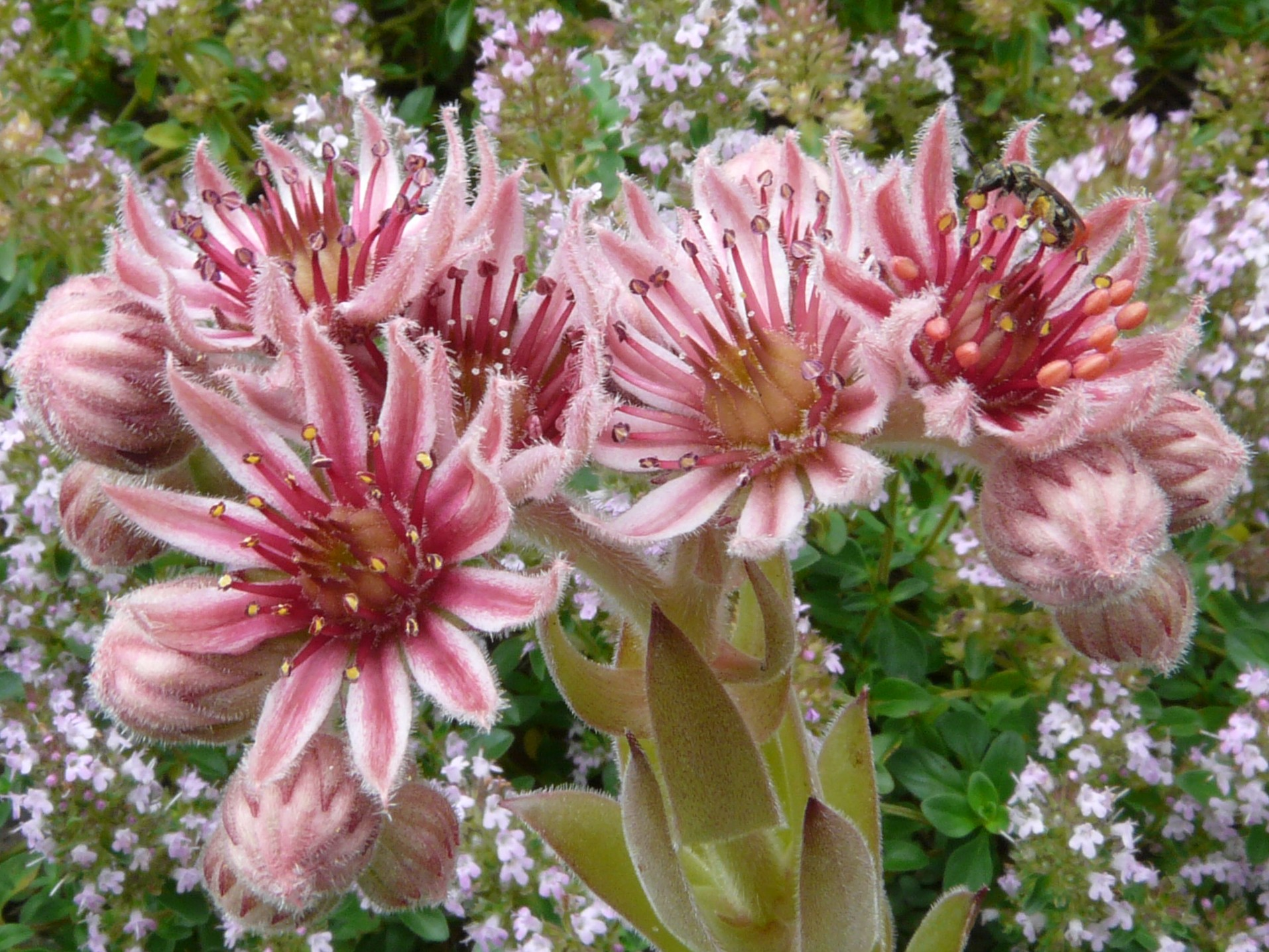
Квітки молодила мармурового

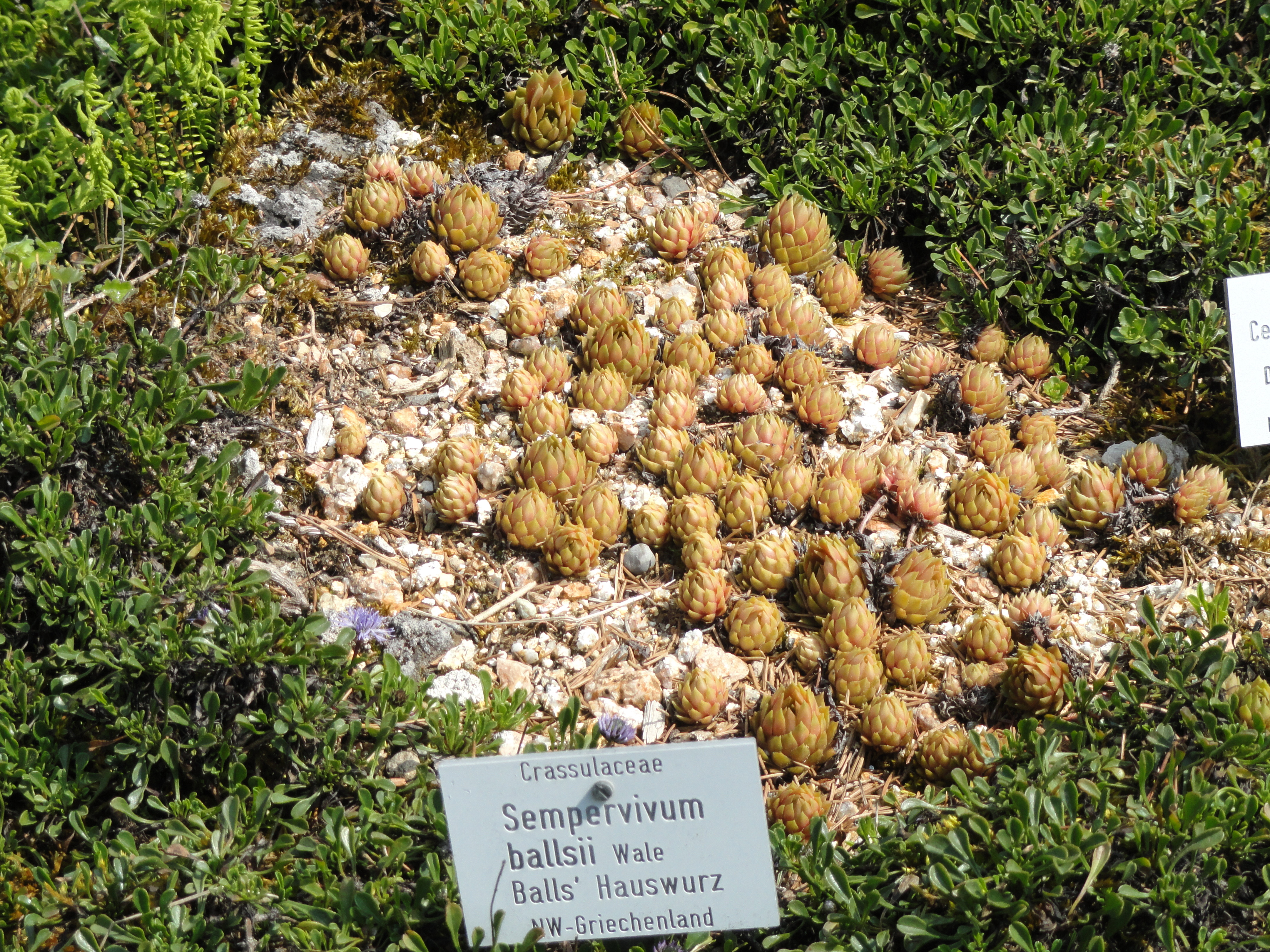
Sempervivum marmoreum ssp. ballsii в Ботанічному саду Мюнхена-Німфенбурга, Мюнхен, Німеччина

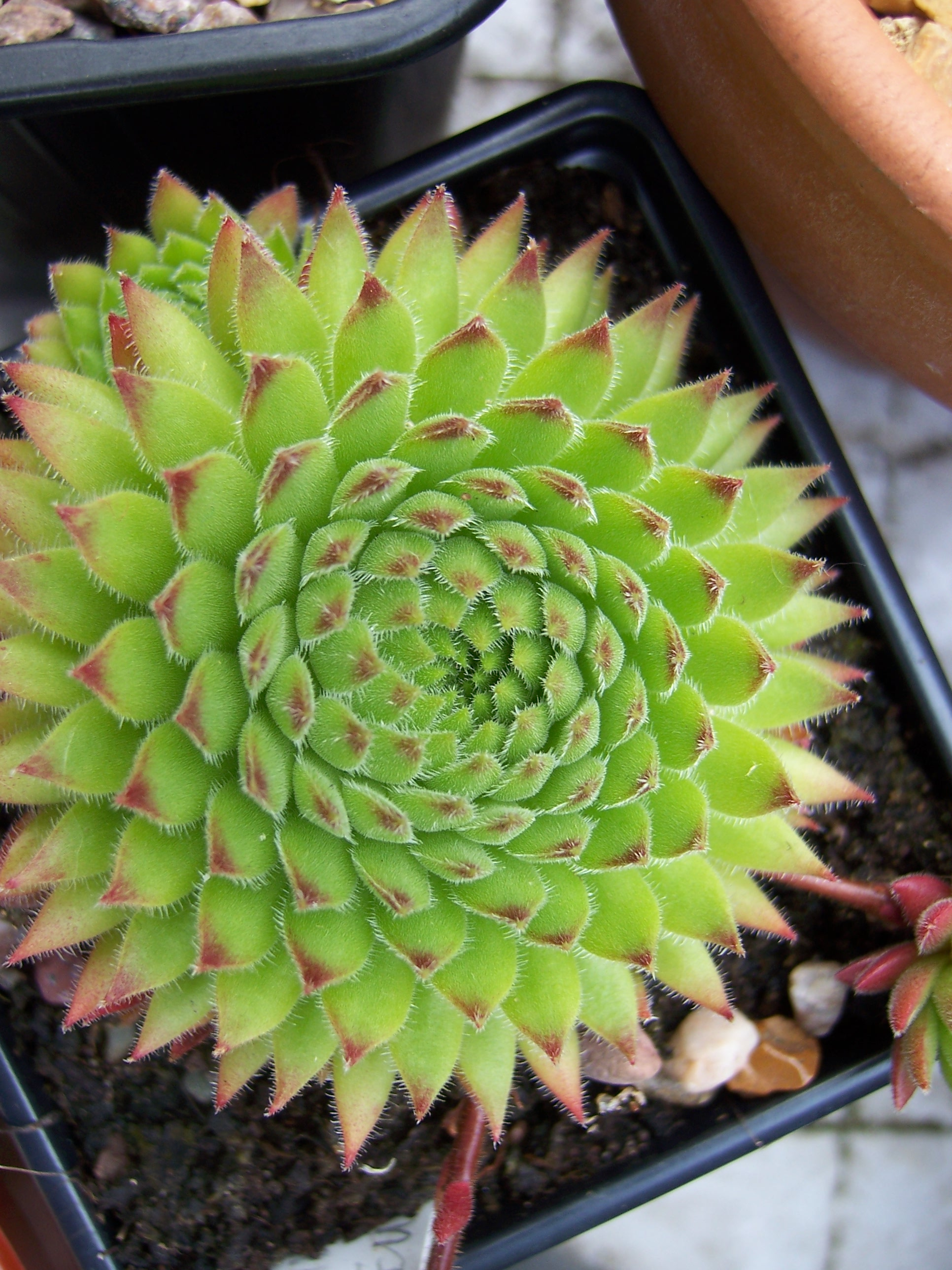
Sempervivum marmoreum ssp. erythreum

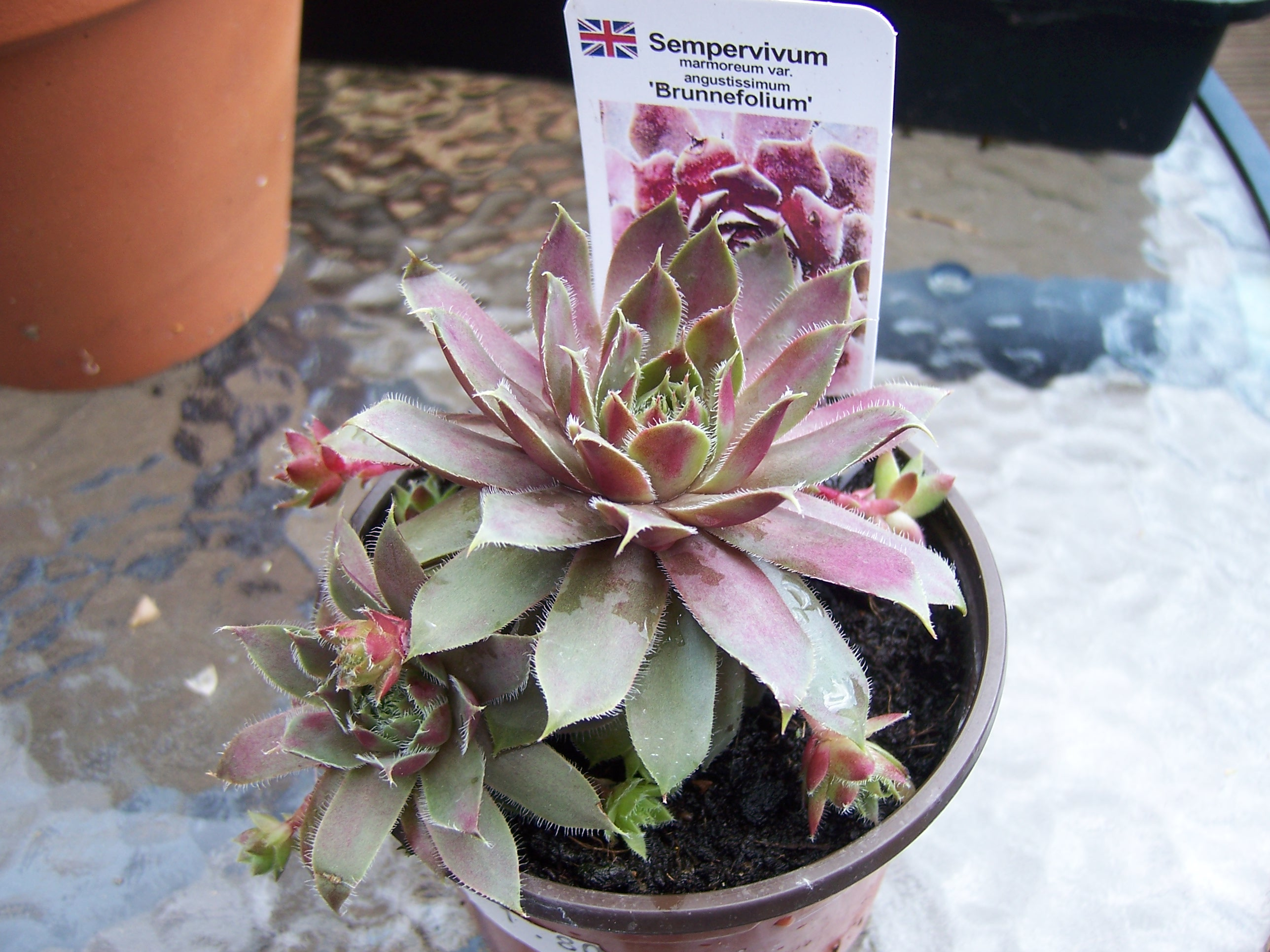
Sempervivum marmoreum var. angustissimum "Brunnefolium"

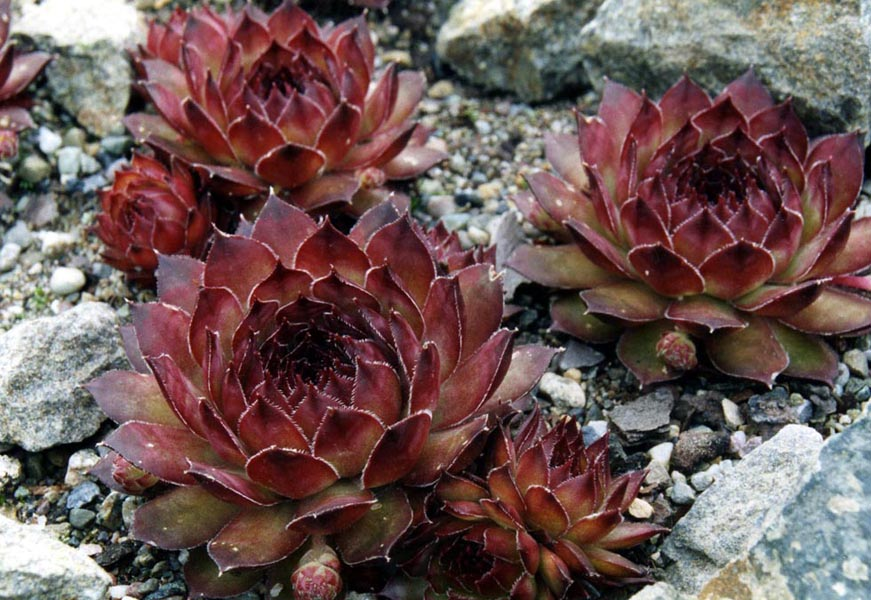
Sempervivum marmoreum 'ornatum'

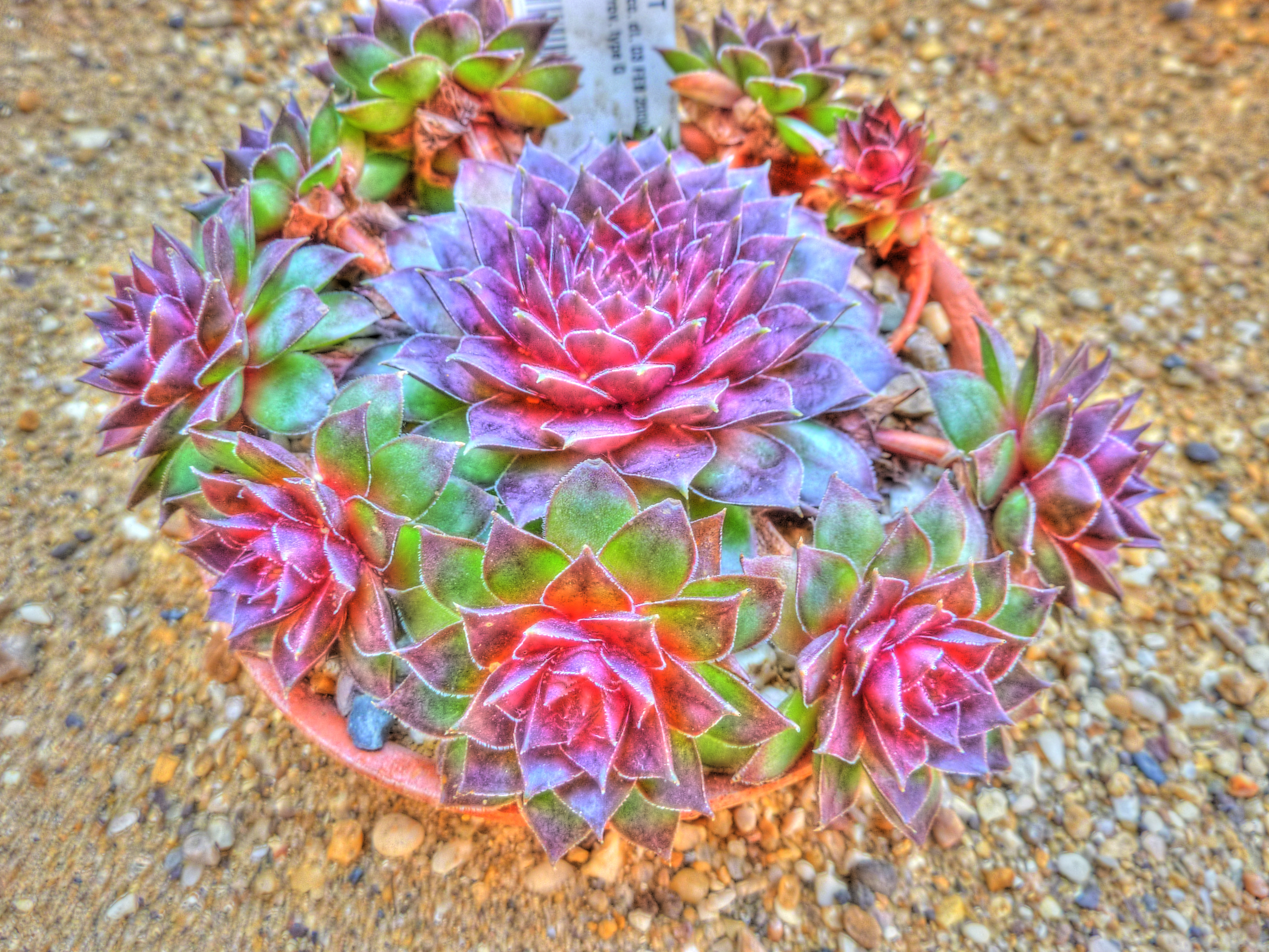
Молодило мармурове в Ботанічному саду Кембриджа, Англія

Хамефіт. Багаторічна, утворююча столони рослина. Від міцних 2-сантиметрових столонів відходять пласкуваті монокарпічні розетки від 2,5 до 10 см в діаметрі. Листя в молодому віці запушені, згодом майже голі, досягають 2,5–3 см завдовжки. Листки м'ясисті, цілокраї, обернено-яйцеподібні, гострокінцеві, блискучі, блідо-зелені або червонуваті із зеленими кінчиками і верхівками. Квітконосні пагони 10-30 см заввишки, розгалужені, запушені, рясно вкриті почерговими листками. Суцвіття цимозне, розлоге, складається з 25–35 квіток до 2,5 см в діаметрі. Пелюсток 11–12, бордові при основі, рожеві до білих в напрямку кінців. Плід — багатолистянка, насінини дрібні, 0,8 мм завдовжки. Цвіте в липні, плодоносить у серпні. Розмножується переважно вегетативно.

## Поширення
Ареал охоплює Південну, Центральну і Східну Європу від Балканського півострова до Карпатських гір. Трапляється у Чехії, Словаччині, Угорщині, Румунії, Болгарії, Албанії, Греції, Україні.
В Україні зустрічається у Закарпатській області. Росте у двох місцях в Українських Карпатах на горі Кобила у південній частині Свидовця та в Мармароських горах у долині Білого в околицях села Ділове Рахівського району.

## Екологія
Росте у горах Центральної і Південної Європи. У масиві Свидовець популяція молодила мармурового мешкає на безлісій вершині конгломератової скелі на південно-східному схилі гори Кобила на висоті 1045 м над рівнем моря. Ксерофітні умови забезпечуються інтенсивною інсоляцією цього кам'янистого відслонення. Угруповання належить до союзу Androsacion vandellii. У долині Білого вид росте в аналогічних умовах на скельних відшаруваннях над долиною. Ксерофіт, петрофіт.

## Чисельність в Україні та охоронні заходи
Популяції в Україні дуже малочисельні й знаходяться під критичною загрозою. Кількість складає лише кілька десятків генеративних особин.
Популяціям властива реліктова стратегія, тому вони не витримують конкуренції в процесі поступового заростання лісом і посилення затінення.
Вид занесений до Червоної книги України, де має природоохоронний статус «Зникаючий», але спеціальних заходів охорони не запроваджено. Заборонено збирання рослин. Доцільно провести прорідження деревної та чагарникової рослинності навколо місць зростання.

## Господарське та комерційне значення
Вид має декоративне, ґрунтотвірне, протиерозійне значення. Вирощується в культурі з 18 століття.

## Систематика
Дуже варіабельний вид молодила, тісно пов'язаний з молодилом покрівельним (Sempervivum tectorum). Має екстраординарну різноманітність забарвлення. Можна знайти зразки як блідо-зеленого кольору так і зразки шоколадно-коричневі або червонуваті із зеленими кінчиками. Ця велика мінливість відноситься більше до кольору, ніж до морфології рослин. Наявні також деякі явні відмінності в розмірах розеток, ступені їх опушення, ширини листя.
Деякі систематики розбивають вид на підвиди і варитети:
- Sempervivum marmoreum var. rubrifolium — діаметр розеток до 12 см. Листя широкі, червонувато-зелені, кончики рожеві. Квітки рожеві з червоною серединою. Зростає в Албанії і Греції.
- Sempervivum marmoreum var. brunneifolium — дуже компактна форма з коричневим листям, яке стає червоними в зимовий період.

Підвиди:
- Sempervivum marmoreum ssp. ballsii Wale
- Sempervivum marmoreum ssp. erythreum Velen.
- Sempervivum marmoreum ssp. reginae-amaliae Boiss.